# كينتا أوتشيدا
كينتا أوتشيدا (باليابانية: 内田 健太) (2 أكتوبر 1989 في يوكايتشي في اليابان – )؛ هو لاعب كرة قدم ياباني سابق كان يلعب كلاعب وسط.

## وصلات خارجية
- كينتا أوتشيدا على موقع رابطة كرة القدم اليابانية للمحترفين (اليابانية)
- كينتا أوتشيدا على موقع قاعدة بيانات كرة القدم.إي يو (الإنجليزية)
- كينتا أوتشيدا على موقع Soccerway.com (الإنجليزية)
- كينتا أوتشيدا على موقع عالم كرة القدم.نت (الإنجليزية)